# رود استوکویس
رود استوکویس (انگلیسی: Ruud Stokvis؛ زادهٔ ۲۴ آوریل ۱۹۴۳) ورزشکار روئینگ اهل پادشاهی هلند است.
وی در مسابقات کشوری و بین‌المللی در مجموع برندهٔ ۲ مدال برنز شده‌است.